# GS 2000+25
GS 2000+25, även känd som Nova Vulpeculae 1988 och QZ Vulpeculae, är en dubbelstjärna i den mellersta delen av stjärnbilden Räven upptäckt år 1988 (Tsunemi et al. 1989). Den består av en sen stjärna av spektralklass K3-6 V och ett svart hål.
Eftersom det svarta hålet är mer massivt än följeslagaren, är detta den primära komponenten i konstellationen. Det svarta hålet bedöms ha en massa som är ca 5 gånger större än solens medan följeslagaren har en massa av ca 0,5 solmassor. Eftersom den följeslagande stjärnan har en liten massa är stjärnparet en röntgenstrålande dubbelstjärna med låg massa. Stjärnorna cirkulerar kring varandra med en omloppsperiod av 8,26 timmar.